# Потапова, Наталия Александровна
Потапова Наталия Александровна (7 июля 1946, Калуга, СССР – 4 февраля 2020, Московская область, Российская Федерация) – профессиональный искусствовед, государственный деятель в сфере охраны недвижимых памятников истории и культуры СССР и России, второй половины XX – начала XXI века, известный учёный, педагог и общественный деятель в области отечественной и международной охраны культурного наследия.

## Биография
Наталия Александровна Щеглова родилась 7 июля 1946 года в Калуге.
Отец — Щеглов Александр Васильевич — кадровый военный, полковник, ветеран трёх войн, был награждён орденом Ленина, двумя орденами Боевого Красного Знамени, орденом Красной Звезды, а также другими многочисленными медалями, участник героической обороны города Могилёва в июле 1941 года, один из главных реальных прототипов художественного образа генерала Серпилина в романе-трилогии К. М. Симонова «Живые и мёртвые».
Мать — Щеглова Любовь Михайловна.
Наталия Александровна в 1965 году закончила среднюю общеобразовательную трудовую политехническую школу № 5 с производственным обучением в городе Калуге и поступила на искусствоведческое отделение исторического факультета Московского государственного университета имени М. В. Ломоносова, на котором проучилась 2 полных курса.
В 1971 году Наталия Александровна поступила на факультет искусствоведения Ленинградского Института живописи, скульптуры и архитектуры имени И. Е. Репина (ИЖСА), который закончила с отличием в 1977 году с присвоением квалификации искусствоведа.

### Первые творческие поиски
Одновременно с учёбой в ИЖСА Наталия Александровна работала научным сотрудником Калужского областного художественного музея, а с 1973 года назначена инженером-архитектором производственной группы по охране памятников истории и культуры Управления культуры Калужского облисполкома.
По вопросам охраны памятников она неоднократно командировалась в исторические места Калужской области — монастырь Оптина пустынь, Пафнутьев-Боровский монастырь; усадьбы — Городня, Грабцево, Белкино; поселения — Боровск, Воротынск, Жуково, Киров, Козельск, Малоярославец, Мещовск, Перемышль, Подборки, Полотняный завод, Обнинск, Таруса; участвует в работе Археологической экспедиции по Своду памятников истории и культуры СССР в Юхновском районе Калужской области.
Командировки и работа с историческими документами дали ей разносторонние знания о памятниках, опыт профессионального общения и первое понимание причин многочисленных проблем сохранения культурного наследия.
В эти годы Наталия Александровна — внештатный корреспондент Калужского областного радиокомитета, выпускает цикл передач об уникальном культурном наследии Калужского края, пишет кандидатскую диссертацию по иконографии памятников города Москвы, исследует калужские исторические здания и усадьбы, работает в архивах Калуги и Москвы, готовит и публикует материалы для Свода памятников истории и культуры Калужской области.
При её активном непосредственном участии в 1975 году в селе Ильинское Малоярославецкого района Калужской области открылся воинский мемориальный комплекс «Ильинские рубежи», посвящённый героическому подвигу Подольских курсантов в 1941 году.
В 1977 году Наталия Александровна переехала в Москву и поступила на службу старшим архитектором в реорганизуемую Государственную инспекцию по охране памятников архитектуры и градостроительства (ГИОП) города Москвы.
В условиях масштабной градостроительной реконструкции Москвы тех лет она активно занималась спасением объектов исторической застройки, участвовала в работе творческих коллективов проектов по сохранению и развитию фрагментов исторических поселений, готовила и публиковала научные статьи в профессиональных изданиях.
С 1986 года Наталия Александровна становится руководителем — сначала назначается начальником вновь образованного отдела исторической застройки, а спустя два года — начальником созданного в соответствии с требованиями законодательства РСФСР об охране и использовании памятников отдела историко-культурных исследований и научного учёта Управления государственного контроля охраны и использования памятников истории и культуры (УГК ОИП) города Москвы.
Под её непосредственным руководством организовывались и методически обеспечивались историко-культурные исследования зданий и территорий Москвы, вёлся государственный учёт памятников, проводилась историко-культурная экспертиза объектов исторической застройки. Она часто представляла УГК ОИП города Москвы на многочисленных совещаниях городского, республиканского и союзного уровня, два раза в неделю вела личный приём граждан и представителей организаций со всей Москвы по вопросам охраны и сохранения недвижимых памятников истории и культуры.
Накопленный профессиональный опыт позволил Наталии Александровне по заданию Министерства культуры СССР впервые на территории Москвы и Московской области приступить к реализации Конвенции ЮНЕСКО об охране всемирного культурного и природного наследия — подготовке комплектов документов и материалов для представления в Список всемирного наследия:
- в 1989 году — Ансамбля Московского Кремля и Красной площади (в числе первых объектов СССР);
- в 1990 году — Церкви Вознесения в Коломенском (город Москва);
- в 1991 году — Архитектурного ансамбля Троице-Сергиевой лавры (Московская область).

Несколько лет спустя по инициативам администраций субъектов Российской Федерации и общественных организаций под методическим руководством и при непосредственном участии Наталии Александровны подготовлены документы и материалы для включения в Список всемирного наследия:
- в 1999 году — Историко-архитектурного комплекса Казанского Кремля и Болгарского историко-археологического комплекса (Республика Татарстан);
- в 1999 году — Ансамбля Ферапонтова монастыря с фресками Дионисия (Вологодская область);
- в 2002 году — Ансамбля Новодевичьего монастыря (город Москва).

В 1989—1991 годах по заданиям Центрального Комитета КПСС, Комитета партийного контроля СССР и Министерства культуры СССР Наталия Александровна участвовала в выездных проверках деятельности органов охраны памятников союзных республик (Белорусской, Казахской, Таджикской, Узбекской), изучала республиканские недвижимые памятники истории и культуры, специфику и местные проблемы их охраны и использования, активно делилась знаниями и опытом с коллегами.
В 1990 году Наталия Александровна в составе совместной делегации Министерства обороны СССР и Министерства культуры СССР выезжает в командировку в Германскую демократическую республику (ГДР) для поиска и инвентаризации захоронений времен Великой Отечественной войны. На её долю выпадают сотни километров просёлочных дорог, десятки неизвестных одиночных и братских могил советских солдат и мирных граждан, угнанных фашистами в гитлеровскую Германию, ежедневный непростой диалог с местными жителями по поиску крупиц информации об останках советских людей.
С 1991 года она активно участвовала в разработках перспективных моделей сохранения и развития исторических поселений, в работе многочисленных конференций, семинаров, выставок по вопросам недвижимого культурного наследия, сохранения и реконструкции исторических центров городов России.
С 1992 года Наталия Александровна — директор Центра научных исследований и государственного учёта историко-культурного наследия УГК ОИП города Москвы, а в 1995 году назначается ещё и заместителем начальника УГК ОИП города Москвы по вопросам государственного учёта памятников и науки.
В 1995 году Наталия Александровна выступает с инициативой создания в структуре УГК ОИП города Москвы специализированного Информационного компьютерного центра для решения задач информатизации Управления и информационно-аналитического обеспечения охраны и использования памятников Москвы. Благодаря её героическим усилиям Центр был создан и долгие годы являлся пионером развития отраслевой информатизации, создания и ведения информационных ресурсов в сфере недвижимого культурного наследия.
В 2001 году — новый этап, Наталия Александровна создает в структуре Главного управления охраны памятников (ГУОП) города Москвы Научно-исследовательский методический центр (НИМЦ) охраны наследия и становится его генеральным директором — заместителем начальника ГУОП города Москвы по вопросам науки.
В её профессиональных руках — организация проведения историко-культурных исследований по всей Москве, государственный учёт объектов культурного наследия, выявленных объектов культурного наследия и объектов историко-градостроительной среды, уникальный архив организации, перспективные научные исследования, объекты исторического воинского и гражданского некрополей города Москвы.
В 2004—2005 годах Наталия Александровна — непосредственный участник драматических событий создания на базе ГУОП города Москвы Комитета по культурному наследию города Москвы (Москомнаследия) — первого в истории современной Москвы специализированного органа государственной власти по вопросам охраны, сохранения, использования и популяризации объектов культурного наследия.
Всю свою жизнь посвятив государственной системе охраны недвижимых памятников истории и культуры, она стала полноценным государственным служащим — заместителем председателя Москомнаследия по научной работе, государственным советником города Москвы. Рядом с ней — профессиональный коллектив Москомнаследия, сформирована команда единомышленников из проверенных делами коллег и лучших её первых выпускников Российской академии живописи, ваяния и зодчества Ильи Глазунова, намечены новые творческие планы — кажется, что нет преград и обстоятельств, которые невозможно преодолеть, и все по плечу. Ей ведь всего 60 лет…
Однако, в 2006 году в связи с изменением руководства Москомнаследия по состоянию здоровья Наталии Александровне пришлось оставить государственную службу и сосредоточиться на научно-образовательной и общественной деятельности в сфере охраны культурного наследия.
В 1992—1993 годах профессиональным сообществом осознается необходимость создания нового федерального законодательства об обеспечении сохранности недвижимого историко-культурного наследия вместо стремительно устаревающего Закона РСФСР «Об охране и использовании памятников истории и культуры» 1978 года.
В 1994 году по решению Министерства культуры Российской Федерации Наталия Александровна в составе группы специалистов приступает к разработке проекта нового федерального закона об охране и использовании памятников истории и культуры.
1994—2001 годы — многочисленные совещания, заседания рабочих групп, правки текста,  согласования в федеральных органах власти, непрерывные изменения законопроекта из-за новелл бурно развивающегося в 90-е годы XX века российского законодательства — и в результате обретает жизнь Федеральный закон от 25.06.2002 № 73-ФЗ «Об объектах культурного наследия (памятниках истории и культуры) народов Российской Федерации».
После принятия нового закона Наталия Александровна незамедлительно взялась за написание его главных подзаконных актов — положения о едином государственном реестре объектов культурного наследия и положения о государственной историко-культурной экспертизе.
В 2002—2005 годах она  участвовала в большом количестве всероссийских совещаний и съездов государственных органов охраны памятников истории и культуры Российской Федерации по вопросам реализации Федерального закона «Об объектах культурного наследия (памятниках истории и культуры) народов Российской Федерации».
Утверждение этих правовых актов состоялось только спустя более 7 лет после принятия Федерального закона «Об объектах культурного наследия (памятниках истории и культуры) народов Российской Федерации».
Наталия Александровна — автор и соавтор важнейших нормативных и методических документов по вопросам проведения историко-культурных и специализированных историко-архивных исследований, государственного учёта недвижимых памятников истории и культуры, государственной историко-культурной экспертизы.
Накопленный при разработке Федерального закона «Об объектах культурного наследия (памятниках истории и культуры) народов Российской Федерации» правовой и управленческий опыт позволил Наталии Александровне в 2001 году подготовить, успешно защитить диссертацию и получить ученую степень кандидата юридических наук по уникальной для России теме «Международно-правовые проблемы охраны культурных ценностей и законодательство Российской Федерации».

Профессиональную педагогическую деятельность Наталия Александровна начинает в 1982 году в Институте повышения квалификации Министерства бытового обслуживания населения РСФСР с лекционным курсом «История костюма», который читает там ежегодно вплоть до 1986 года.
С 1986 по 1989 год она преподает эстетику в Институте повышения квалификации Министерства легкой промышленности СССР.
С 1992 года Наталия Александровна — доцент, профессор, заведующий кафедрой и, наконец, декан факультета архитектуры Всероссийской академии живописи, ваяния и зодчества (в настоящее время — Российская академия живописи, ваяния и зодчества Ильи Глазунова (РАЖВиЗ)).
В 1993 года начинается конкурсный набор студентов на кафедру охраны культурного наследия РАЖВиЗ — первую профильную кафедру в Российской Федерации, которая выпускает сначала специалистов, а в настоящее время — бакалавров по направлению подготовки «архитектура» (профили — архитектурное и реставрационное проектирование), магистров и ассистентов-стажеров по направлению подготовки «реконструкция и реставрация архитектурного наследия».
Российское высшее образование в начале XXI века испытывало проблемы в связи с непрерывными реформами, и кафедре охраны культурного наследия в 2000 году грозило закрытие; Наталие Александровне удалось сохранить кафедру, своими делами, успехами студентов и выпускников доказывая правильность выбора направления подготовки молодых профессионалов в сфере охраны недвижимых памятников истории и культуры.
По рекомендациям Наталии Александровны в качестве темы дипломных работ её студенты выбирают требующие восстановления объекты культурного наследия. За 20 лет выполнено большое количество дипломных проектов сохранения памятников Москвы, Московской, Калужской, Тульской, Воронежской областей и других регионов России, материалы многих из них по инициативе и при личном участии Наталии Александровны используются для восстановления объектов культурного наследия и приспособления их к современному использованию.
Всего в период с 1999 по 2019 год надежную путевку в профессиональную жизнь получил из её рук 151 выпускник РАЖВиЗ, большинство из них плодотворно работают в органах власти и управления, государственных органах охраны культурного наследия, архитектурных творческих мастерских, научно-реставрационных организациях по всей России и за рубежом, многие её выпускники одновременно с профессиональной занимаются также преподавательской деятельностью в сфере охраны культурного наследия.
Наталия Александровна организовывала многочисленные учебные семинары, выставки по вопросам архитектуры и охраны культурного наследия; устраивает профессиональные праздники и капустники для студентов, выпускников и преподавателей факультета архитектуры РАЖВиЗ.
В 1971 году Наталия Александровна стала лектором Всесоюзного общества «Знание», часто выступала с публичными сообщениями по искусству и художественной культуре, с 1973 года — членом Всесоюзного общества охраны памятников истории и культуры (ВООПиК), вместе с которым прошла долгий профессиональный и творческий путь, являясь с 2002 года членом его Центрального Совета.
В 1993 году Наталия Александровна организовала Московское отделение Российского национального комитета (РНК) Международного совета по вопросам памятников и достопримечательных мест (ИКОМОС).
Больше 20 лет как бессменный председатель Московского отделения она ежегодно от имени РНК ИКОМОС выступала с публичными лекциями по вопросам охраны, сохранения, использования, популяризации памятников истории и культуры и международной охраны объектов культурного наследия, осуществляет издание периодического сборника РНК ИКОМОС, организует и проводит тематические выставки, научные конференции и семинары по профессиональным проблемам и памятным датам в сфере культурного наследия.
Значительную часть жизни Наталия Александровна посвящает вопросам сохранения объектов всемирного культурного наследия, расположенных на территории России, активно участвует в деятельности Комиссии Российской Федерации по делам ЮНЕСКО, организует подготовку документов по объектам, обеспечивает их профессиональный мониторинг, неоднократно выезжает с экспертизой и представлением объектов и документов в регионы и за рубеж.
В период 1998—2006 годах Наталия Александровна по приказу Министра культуры Российской Федерации руководит секцией государственного учёта и экономико-правового обеспечения охраны наследия Федерального научно-методического совета Министерства культуры Российской Федерации, на каждом заседании которой решаются сложнейшие вопросы охраны, сохранения и использования памятников, определяется судьба проблемных объектов культурного наследия из всех регионов России, осуществляется высокопрофессиональная историко-культурная экспертиза с учётом предмета охраны объекта и особенностей его функционального использования. Коллеги из регионов часто пользуются участием в заседаниях секции для получения её профессиональных рекомендаций по различным проблемным вопросам охраны и использования памятников.
В последние годы жизни общественная деятельность Наталии Александровны неразрывно связана с Обществом изучения русской усадьбы (ОИРУ), с её помощью были подготовлены и изданы научные сборники, содержащие материалы лучших дипломных работ её выпускников, посвященных восстановлению исторических усадебных комплексов в разных регионах России.

## Признание
Её огромный вклад в дело охраны российского и международного культурного наследия государством и профессиональным сообществом оценен многочисленными наградами:
- заслуженный работник культуры Российской Федерации (1999 год);
- заслуженный работник Москомархитектуры (2001 год);
- лауреат многочисленных конкурсов работ по сохранению объектов культурного наследия[26],
- награждена медалями Российской Федерации, почетными грамотами, благодарственными письмами, памятными знаками Государственной Думы Российской Федерации, Минкультуры России, Минрегионразвития России, Комиссии Российской Федерации по делам ЮНЕСКО, Правительства Москвы, Российской академии архитектуры и строительных наук, Государственного исторического музея, Всероссийского общества охраны памятников истории и культуры, Общества изучения русской усадьбы и многих других профессиональных организаций[27].